# اشتیاق (فیلم ۲۰۱۲)
اشتیاق (به انگلیسی: Passion) فیلمی محصول سال ۲۰۱۲ و به کارگردانی برایان دی پالما است. در این فیلم بازیگرانی همچون ریچل مک‌آدامز، نومی راپاس، کارولین هرفورت، پاول اندرسن، رینر بوک و بنیامین زادلر ایفای نقش کرده‌اند.